# 416.ª Divisão de Infantaria (Alemanha)
A 416ª Divisão de Infantaria (em alemão:416. Infanterie-Division) foi uma unidade militar que serviu no Exército alemão durante a Segunda Guerra Mundial.

## Comandantes
| Comandante                     | Data                                        |
| ------------------------------ | ------------------------------------------- |
| Generalleutnant Hans Brabänder | 30 de dezembro de 1941 - 1 de junho de 1943 |
| Generalleutnant Werner Hühner  | 1 de junho de 1943 - 1 de julho de 1943     |
| Generalleutnant Kurt Pflieger  | 1 de julho de 1943 - 8 de maio de 1945      |

## Área de operações
| Alemanha          | dezembro de 1941 - janeiro de 1942 |
| Dinamarca         | janeiro de 1942 - outubro de 1944  |
| França            | outubro de 1944 - novembro de 1944 |
| Oeste da Alemanha | novembro de 1944 - maio de 1945    |